# Capricorn Records
Capricorn Records – amerykańska wytwórnia płytowa, założona w 1969 roku w Macon przez braci Phila i Waldenów oraz Franka Fentera. Istniała w latach 1969–1979 oraz 1991–2000. Przyczyniła się znacząco do popularyzacji Southern rocka. Wydała albumy takich artystów jak: The Allman Brothers Band, Charlie Daniels Band, Elvin Bishop, The Marshall Tucker Band, Stillwater, Sea Level i Wet Willie.

## Historia

### Początki
Spiritus movens Capricorn Records był Phil Walden, absolwent Mercer University i impresario muzyczny. Jeszcze jako student uczelni (którą ukończył w 1962 roku) rozpoczął karierę w przemyśle muzycznym organizując koncerty zespołów w szkołach średnich i uczelniach. Później, razem ze swoim bratem Alanem kierował karierą takich wykonawców rhythm and bluesowych jak: Clarence Carter, Arthur Conley, Al Green, Johnny Jenkins, Otis Redding, Sam and Dave i Percy Sledge. Planował założenie wytwórni płytowej z Otisem Reddingiem, ale śmierć tego ostatniego w katastrofie lotniczej w 1967 roku przerwała te zamierzenia. W latach 60. ściśle współpracował z Jerrym Wexlerem z Atlantic Records. Dzięki temu odkrył gitarzystę sesyjnego Duane’a Allmana, związanego kontraktem z Atlantic i grywającego jako muzyk sesyjny dla innych artystów tej wytwórni. Walden dostrzegł w Allmanie potencjał na gwiazdę rocka i przekonał go do przeprowadzki do Macon, po czym wykupił jego kontrakt od Wexlera wracając do pomysłu założenia własnej wytwórni z własnym studiem nagraniowym oraz z własnymi muzykami studyjnymi i autorami tekstów.

### Pierwszy okres działalności

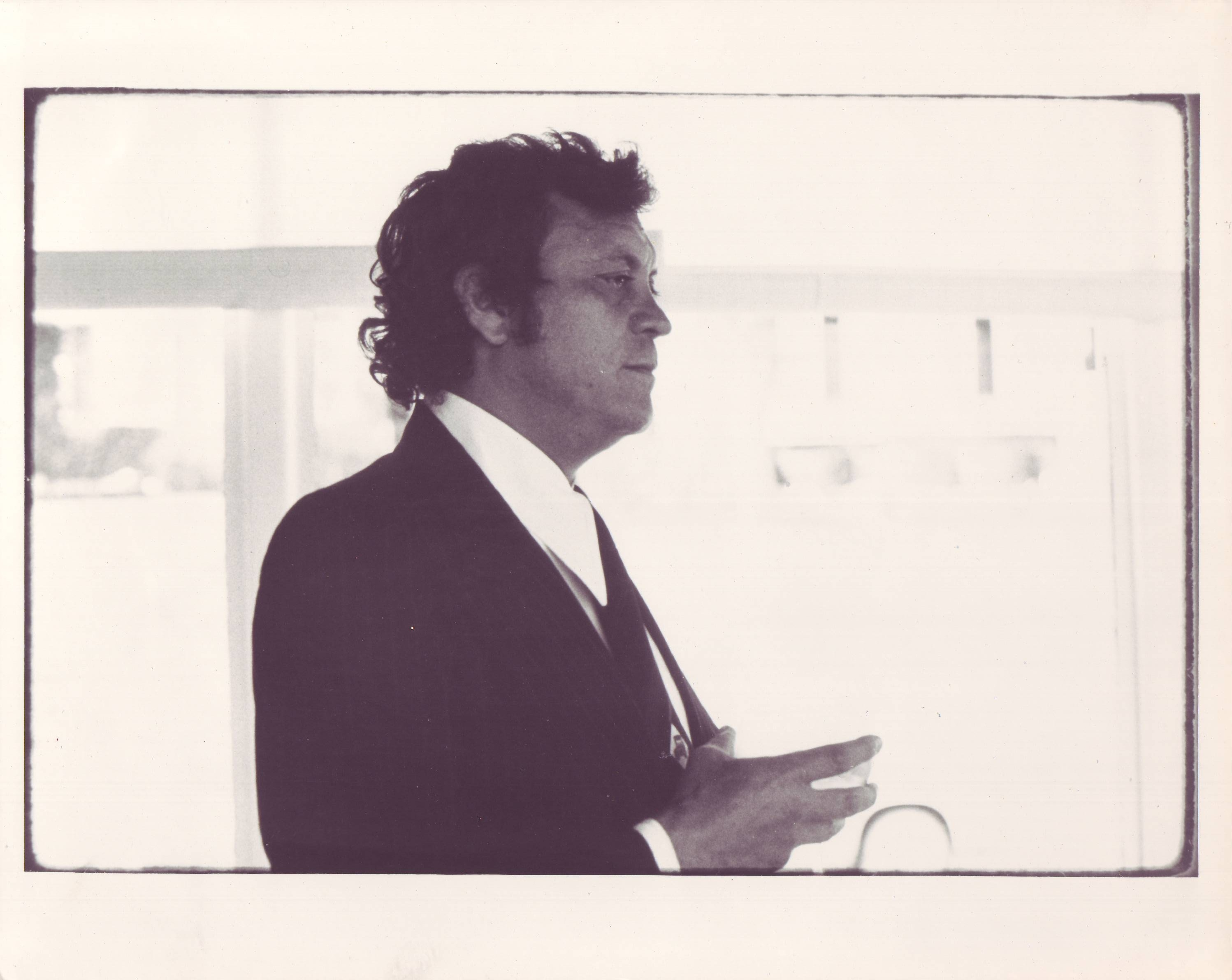
Frank Fenter (1976)

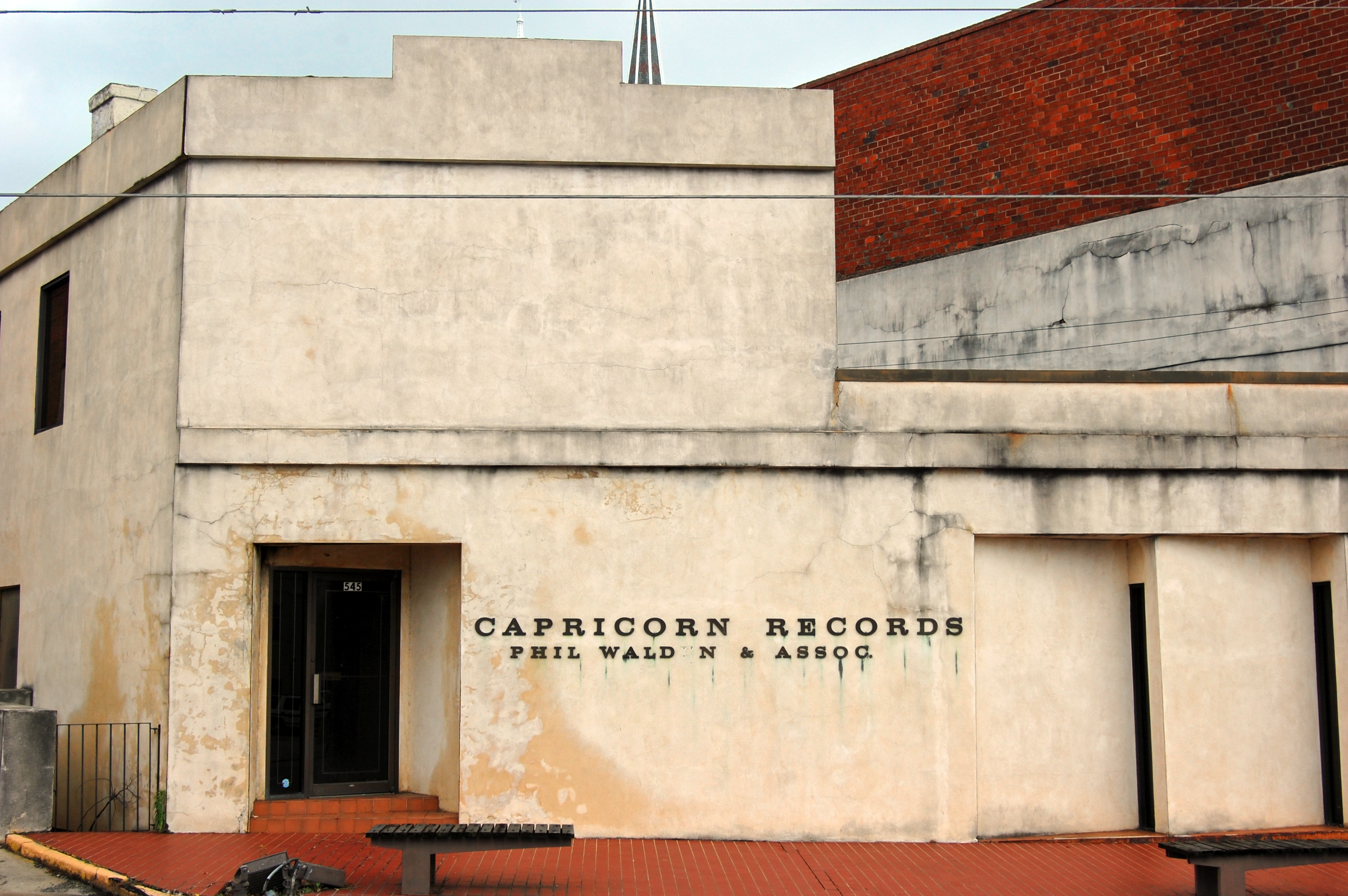
Pierwsza siedziba Capricorn Records

W 1969 roku Phil i Alan Waldenowie oraz Frank Fenter założyli (we współpracy z Wexlerem) niezależną wytwórnię płytową Capricorn Records. Nosiła ona początkowo nazwę Capricorn Record Series. Nazwa Capricorn (Koziorożec) została wybrana, ponieważ pod tym właśnie znakiem zodiaku urodzili się Wexler i Walden. To Wexler umożliwił rozpoczęcie działalności wytwórni w początkowym okresie przekazując jej na ten cel 70 tysięcy dolarów. Pierwsze albumy Capricorn zostały wydana przez Atco/Atlantic z numerami katalogowymi Atco, a Capricorn otrzymał tylko notkę jako „Record Series”. Zdaniem Waldena wytwórnia swój sukces zawdzięczała Duane’owi Allmanowi, który przekonał swojego brata, Gregga do utworzenia zespołu The Allman Brothers Band. Pierwszy album braci, The Allman Brothers Band, został wydany w 1969 roku, ale sprzedał się w liczbie zaledwie 33 000 egzemplarzy. Nieco lepiej wypadł drugi album zespołu, Idlewild South. Zarówno Walden jak i Allman Brothers Band uważali, że zespół lepiej wypada na koncertach, niż w studiu nagraniowym. Potwierdzeniem tego stał się wydany w 1971 roku podwójny album At Fillmore East, który przyniósł zespołowi wielki sukces, a przez krytyków rockowych został uznany za jeden z najlepszych koncertowych albumów, jakie kiedykolwiek powstały. Magazyn Rolling Stone określił go „najlepszym rockowym występem na żywo, jaki kiedykolwiek powstał na płycie winylowej”. Pomimo tego sukcesu Walden uważał, że Atlantic hamuje rozwój Capricorn Records i w 1972 roku przeniósł wytwórnię do Warner Bros. Records. Wtedy też wytwórnia uzyskała własny system numeracji płyt, skrót CP. Stała się jedną z głównych wytwórni southern rocka lat 70. lansując z powodzeniem (obok The Allman Brothers Band) takich wykonawców jak:The Marshall Tucker Band, Elvin Bishop, Charlie Daniels Band, Stillwater, Sea Level i Wet Willie.
Sukcesy i niepowodzenia Capricorn Records były ściśle związane z zespołem The Allman Brothers Band, na którego karierę dramatycznie wpłynęła śmierć w wypadku motocyklowym dwóch jego członków: Duane’a Allmana w 1971 roku i basisty Berry’ego Oakleya rok później. Choć zespół kontynuował działalność, to jednak różnice artystyczne i tarcia personalne ostatecznie doprowadziły do jego rozpadu w 1976 roku. Niektórzy jego członkowie założyli zespół Sea Level, który nagrywał również dla Capricorn. Jednak wraz z rozpadem Allman Brothers Capricorn Records popadła w kłopoty finansowe, wskutek czego Phil Walden przeniósł dystrybucję swoich wydawnictw do Phonodisc, firmy należącej do PolyGram, używając skrótu CPN dla nowych wydawnictw. Tymczasem w 1978 roku The Allman Brothers Band reaktywował się w nowym składzie nagrywając kilka albumów, które jednak zostały źle przyjęte przez rynek. W konsekwencji PolyGram w 1979 roku zlikwidował działalność Capricorn Records, a Walden w roku następnym ogłosił formalnie jej upadłość.
Dekadę swojej działalności Capricorn Records zamknęła dorobkiem 5 Platynowych i 17 Złotych Płyt oraz 5 Złotych Singli, za którymi stali: The Allman Brothers Band, Wet Willie, The Marshall Tucker Band, The Dixie Dregs i Elvin Bishop.
W połowie lat 80. Walden popadł w alkoholizm i uzależnienie od kokainy, później jednak udało mu się wyjść z nałogu.

### Drugi okres działalności
W 1990 roku Walden reaktywował Capricorn Records w Nashville w stanie Tennessee. w 1991 roku nawiązał współpracę z Warner Bros. Records wydając debiutancki album zespołu Widespread Panic. W 1995 roku Capricorn wydał debiutancki album Brute, zespołu założonego przez członków Widespread Panic i Vica Chesnutta. W następnym roku Walden przeniósł Capricorn do Atlanty sprzedając połowę udziałów konsorcjum PolyGram/Mercury, które z kolei zostało przejęte w 1998 roku przez Universal Music Group. Wznowiono wówczas wiele nagrań Capricorn Records z pierwszego okresu jej działalności. W 2000 roku Walden sprzedał Capricorn Records za 13 milionów dolarów dla Volcano Records, a sam założył w Atlancie nową wytwórnię, Velocette. W 2001 roku częściowo wycofał się z interesu przekazując jego prowadzenie córce i bratankowi Jasonowi Waldenowi. Działalność nowej wytwórni Capricorn Records ostatecznie zakończyła się w 2002 roku. Walden zmarł w 2006 roku przegrywając walkę z rakiem.

### Trzecia próba reaktywacji Capricorn Records
Trzecia próba wskrzeszenia wytwórni Capricorn i renowacji jej studia były bliskie realizacji w 2016 roku, gdy Gregg Allman otrzymał tytuł doktora honoris causa w Mercer University, mającego siedzibę tuż obok Capricorn. Kiedy Allman otrzymał ten tytuł, w Mercer trwały już plany zakupu posiadłości Capricorn i wznowienia działalności studia, które nazwano Mercer Music at Capricorn. Gregg Allman zmarł w 2017 roku, ale prace doprowadzono do końca.
3 grudnia 2019 roku, dokładnie w 50 rocznicę otwarcia Capricorn Records, zorganizowano w Macon City Auditorium okolicznościowy koncert, Capricorn Revival mający upamiętnić tę rocznicę. Wystąpiły w nim dawne gwiazdy rocka: Taj Mahal, Bonnie Bramlett, Jaimoe, Jimmy Hall, John Bell, Tommy Talton, Randall Bramblett, Paul Hornsby oraz ich następcy: Marcus King, Bonnie Bishop, Charlie Starr, Duane Betts, Berry Oakley, Jr., Brent Cobb i Lamar Williams Jr..